# Митническа тарифа
Митническата тарифа представлява списък или таблица на митата, налагани при осъществяването на внос или износ от дадена митническа територия.
В международната търговия стоките, пренасяни през дадена държавна граница, се облагат с вносно или (рядко) износно мито, освен ако не се предвижда друго в закон или международен договор. За случая на България вносното или износното мито възниква на основание на Митническата тарифа на Република България. Аналогично с Митническата тарифа на Европейския съюз (като митнически съюз) и Република България включва в митническата си тарифа т.нар. комбинирана номенклатура.
Митническата тарифа на Република България се състои от Комбинираната номенклатура на Република България, всяка друга номенклатура, която е основана изцяло или отчасти на Комбинираната номенклатура на Република България или добавя подразделения към нея, както и други - преференциални, автономни и други тарифни мерки.
Митническата тарифа на почти всички държави по света се базира на Хармонизираната система за кодиране и описание на стоките и съдържа конвенционалните и автономните ставки на митата при внос. В Митническата тарифа на Република България се съдържа и списък на тарифните квоти за внос по ГАТТ 1994, договорени след присъединяването на страната към Световната търговска организация.
Освен тарифните мерки Митническата тарифа на Република България не съдържа списък на нетарифните мерки. По-конкретно те се посочват в постановлението на Министерския съвет, с което се приема Митническата тарифа на Република България.